# Azilda Marchand
Azilda Marchand, née Azilda Lapierre le 8 décembre 1918 à Ange-Gardien et décédée le 9 mai 2010 à Montréal, est une féministe québécoise de la deuxième moitié du XXe siècle. Ses actions visent à faciliter l'accès des femmes à l'éducation et leur reconnaissance sociale, juridique et économique. En 1966, elle cofonde l'Association féminine de l'éducation et de l'action sociale (AFEAS), dont elle est présidente de 1970 à 1975. Membre du Conseil du statut de la femme (1975-1980), elle est l'une des signataires de la politique d'ensemble de la condition féminine du Gouvernement du Québec: Pour les Québécoises: égalité et indépendance. Elle est récipiendaire de l'Ordre du Canada et honorée comme chevalière de l'Ordre national du Québec.

## Les années de jeunesse
Azilda Marchand est la cadette d’une famille de trois filles. Elle étudie à l’Académie des Sœurs Sainte-Anne de Lachine puis à l’École Normale de Saint-Hyacinthe.  Elle perfectionne aussi l’art dramatique et oratoire en suivant des cours du Conservatoire Lassalle. À la fin des années 1930, elle est confrontée aux structures scolaires qui ne permettent pas aux femmes issues de milieu modeste, comme elle, d’accéder à l’université.  Elle écrira dans ses mémoires:
« Cette injustice me poursuivra aussi longtemps que la société ne l’aura pas corrigée. Ce sera le point de départ de ma vocation de militante. »
De 1937 à 1942, elle enseigne dans une école de rang dans la municipalité d'Ange-Gardien. C’est dans cette municipalité qu’elle épouse en 1942 Jean-Maurice Marchand, diplômé du Collège Macdonald, avec qui elle aura neuf enfants:  sept filles et deux garçons. Comme les normes sociales de l’époque l’obligent à quitter son emploi à sa première grossesse, elle poursuit dans des groupes communautaires une action d’animatrice-formatrice auprès des femmes.
Pendant les années 1940 et 1950, tant au niveau local qu’au niveau régional, Azilda Marchand fonde, pour le diocèse de Saint-Hyacinthe, la Jeunesse agricole catholique féminine (JACF), elle est membre de l’Union catholique des fermières (UCF) et présidente régionale de l’Union catholique des femmes rurales (UCFR),. Au début des années 1960 les organismes féminins, comme on les appelle à l’époque, réalisent la nécessité d’unifier leur force au sein d’une association nationale. De ce besoin naîtra l’AFEAS.

## Les années 1960-1970: la militante
De 1963 à 1966, elle préside le comité de coordination entre les organismes féminins en vue de la création de l'AFEAS (Association Féminine d’Éducation et d’Action Sociale) . Parallèlement, jusqu'en 1970, elle élabore et dispense aux femmes des cours de formation sociale et de psychologie appliquée à la petite enfance et à l’adolescence qui sont plus tard repris par la Direction générale de l’éducation aux adultes (DGEA).
La fondation en 1966 de l’AFEAS accélère l'affranchissement  des associations féminines face au clergé catholique et leur donne une assise pour formaliser un éventail d’analyses et de revendications. Pour ce faire, l’AFEAS est organisée en structure nationale qui assure à ses membres, de la base au sommet et du sommet à la base, des communications constantes.

Première présidente élue de l’AFEAS, Azilda Marchand s’appuie sur la structure pyramidale de la nouvelle association (600 cercles locaux et 13 fédérations régionales dont le siège social est à Montréal) pour solliciter la participation active des 35,000 membres à l’étude des grands dossiers tels la Commission Bird  et le Rapport Parent  qui seront porteurs de ce que le Québec appellera la Révolution tranquille. Les mémoires que l’AFÉAS soumet aux différents paliers de gouvernement revendiquent tant le droit à l’éducation comme moteur de l’émancipation que des mesures concernant:
« […] les congés de maternité, les garderies, les emplois à temps partiel, la parité salariale [...] » 
Azilda Marchand confiera à Micheline Dumont et Louise Toupin dans La pensée féministe au Québec :
« [...] il est vain de discuter du travail des femmes puisque dans les faits toutes les femmes travaillent, soit à la maison, soit dans l’entreprise familiale, soit sur le marché du travail [...] »
En faisant la promotion de l'action sociale, l'AFEAS soutient l'implication de ses membres dans leur communauté et dans des actions aux rayonnements régionaux et provinciaux. L'association crée le Prix Azilda Marchand qui est remis annuellement au Cercle s'étant particulièrement démarqué en action sociale.
Azilda Marchand contribue à rendre visible le travail invisible des femmes et à lui assurer une reconnaissance à sa juste valeur. Conséquemment, dans la foulée du jugement de la Cour suprême du Canada déniant tout droit aux femmes de réclamer au moment d’un divorce la moitié de la ferme familiale sous prétexte que le travail effectué n’était que le devoir normal d’une épouse (l’Affaire Irène Murdoch), elle initie en 1974 une vaste enquête pour évaluer la situation économique et juridique des femmes québécoises collaboratrices de leur mari dans une entreprise familiale à but lucratif. De ce travail nait en 1976, l’Association des femmes collaboratrices (maintenant l’Association des collaboratrices et partenaires en affaires) qui veille à faire modifier les normes qui régissent le monde du travail et à obtenir une loi sur le patrimoine familial qui rend obligatoire en cas de séparation, le partage des gains acquis pendant le mariage.
En 1975, à la fin de son mandat de cinq ans comme présidente provincial de l’AFEAS, elle est nommée membre du Conseil du Statut de la Femme (CSF). Elle est responsable du Comité éducation et membre du Comité sur la famille. Elle travaille activement à la préparation et endosse l’ensemble des recommandations du rapport: Pour les québécoises: Égalité et indépendance paru en 1978. En 1974, elle est déléguée du CSF et de l’AFEAS comme représentante des organismes non gouvernementaux (ONG) au congrès international des femmes tenu à Mexico dans le cadre de l’Année internationale de la femme (AIF) proclamée par l’Organisation des Nations unies. Puis de 1974 à 1981, elle est membre du Comité sur la condition féminine à la Commission canadienne de l'Organisation des Nations unies pour l'éducation, la science et la culture (UNESCO).

Jocelyne Lamoureux, dans Femmes en mouvement-Trajectoires de l’Association féminine d’éducation et d’action sociale AFEAS, souligne la vision avant-gardiste de l’AFEAS concernant le lien étroit qui unit l’éducation et l’action sociale:
« [...] donner confiance aux femmes, les valoriser dans leur travail à domicile, leur travail de salarié, ou de collaboratrice dans l’entreprise familiale pour accroître leur capacité de comprendre et d’agir, voilà ce que peut réaliser l’action sociale…mais l’action sociale ne se sépare pas de l’éducation » 
Azilda Marchand gardera toujours son adhésion à l’AFEAS. Fidèle à cet idéal d’instaurer un véritable programme d’éducation accessible à tous, y compris aux adultes, elle siège (1972-1979) au Conseil supérieur de l'éducation du Ministère de l’éducation, puis de 1973 à 1979, elle est présidente de la Commission de l’enseignement collégial et jusqu’en 1985 membre de la Commission de l’enseignement universitaire.  Elle est aussi membre du Comité d’orientation des cégeps de la Fédération des cégeps. En 1987, l'Université de Sherbrooke lui décerne un doctorat Honoris Causa en reconnaissance de son travail en éducation populaire .

## Les années 1980:  la communauté
Arrivée à l’âge de la retraite, elle poursuit son action sociale dans sa communauté. De 1980 à 1984, elle est responsable de la Société d’histoire des Quatre Lieux . Pour le 125e anniversaire de la municipalité, elle rédige et publie en 1981 La petite histoire de l’Ange-Gardien. L’année suivante, elle est nommée secrétaire de l’Office municipal d’habitation de la paroisse. Puis de 1982 à 1988 elle est directrice de l’habitation à loyer modique (HLM) de la municipalité Ange-Gardien.

## Les années 1990: la retraitée
Après avoir quitté la vie publique, elle consacre ses années de retraite à l’écriture du récit de ses mémoires : L’amour de tous les jours et plusieurs poèmes : Journal intime et poèmes qu’elle lègue à ses enfants et petits-enfants. Elle s’éteint à Montréal le 9 mai 2010 et est inhumée au cimetière de Ange-Gardien.

## Distinctions
- 2002:  Médaillée du jubilé d’or de la Reine Élisabeth II
- 1987:  Récipiendaire d’un doctorat Honoris Causa en service social de l’Université de Sherbrooke [30]
- 1985: Membre de l'Ordre du Canada[31]
- 1985: Chevalière de l'Ordre national du Québec[32]
- 1984: Création du prix Azilda-Marchand [20] décerné par l’AFEAS aux régions qui se sont signalées en action sociale
- 1984:  Membre honoraire de l’Institut canadien de recherche sur les femmes (ICREF)
- 1984:  Récipiendaire du Prix du Gouverneur général en commémoration de l'affaire « personne » décernée par l'Honorable Jeanne Sauvé
- 1982: Récipiendaire de la  Médaille du Pape Jean-Paul II Pro Ecclésia et Pontifice pour engagement catholique, familial et social